# Trentepohlia dominicana
Trentepohlia dominicana är en tvåvingeart som beskrevs av Alexander 1947. Trentepohlia dominicana ingår i släktet Trentepohlia och familjen småharkrankar. Inga underarter finns listade i Catalogue of Life.